# Лий (окръг, Алабама)
Вижте пояснителната страница за други значения на Лий.
Окръг Лий (на английски: Lee County) е окръг в щата Алабама, Съединени американски щати. Площта му е 1595 km², а населението – 174 241 души (1 април 2020). Административен център е град Опелика.